# 871
871 (осемстотин седемдесет и първа) година по юлианския календар е обикновена година, започваща в понеделник. Това е 871-вата година от новата ера, 871-вата година от първото хилядолетие, 71-вата година от 9 век, 1-вата година от 8-о десетилетие на 9 век, 2-рата година от 870-те години.